# 日本キャラクター大賞
日本キャラクター大賞（にほんキャラクターたいしょう、Japan Character Awards）は、日本における最高のライセンスブランドとキャラクターを記念するために、2009年に設立された賞。この賞は、経済産業省の後援を受けて、一般社団法人キャラクターブランド・ライセンス協会が主催している。旧名はキャラクター&ブランド・オブ・ザ・イヤー。東京ビッグサイトで開催される「コンテンツ東京」内の専門展「ライセンシング ジャパン」の特設会場で決定、表彰、展示される。

## 受賞者
括弧内は受賞回数。
| 年   | グランプリ                   |
| ---- | ---------------------------- |
| 2009 | ポケットモンスター           |
| 2010 | ONE PIECE                    |
| 2011 | こびとづかん                 |
| 2012 | ONE PIECE (2)                |
| 2013 | くまモン                     |
| 2014 | ふなっしー                   |
| 2015 | 妖怪ウォッチ                 |
| 2016 | おそ松さん                   |
| 2017 | ポケットモンスター (2)       |
| 2018 | 怪盗グルーシリーズ           |
| 2019 | すみっコぐらし               |
| 2020 | 鬼滅の刃                     |
| 2021 | 劇場版『鬼滅の刃』無限列車編 |
| 2022 | ちいかわ                     |
| 2023 | ONE PIECE (3)                |
| 2024 | ちいかわ (2)                 |
| 2025 | ちいかわ (3)                 |

上記のグランプリのほかに「ニューフェイス賞」の決定、表彰もされている。

## 部門賞
日本キャラクター大賞のほかに「プロダクト・ライセンシー賞」、「プロモーション・ライセンシー賞」、「リテイル賞」、「選定委員特別賞」の決定、表彰がされる。